# قلعة شعار
قلعة شعار قلعة قديمة تقع بالقرب من أبها جنوب المملكة العربية السعودية.

## الموقع
تقع القلعة في منطقة يطلق عليها باحة شعار٬ ويبعد موقع القلعة عن مدينة أبها نحو 23كم باتجاه الشمال. لهذا الموقع أهميته؛ إذ إنه يشرف على الطريق المنحدر من عقبة شعار باتجاه وادي تيه في تهامة. ويعود تاريخ بناء أقدم منشآت القلعة إلى عام 1289 هـ الموفق 1872م٬ إذ تشير بعض المصادر العثمانية إلى أن القوات العثمانية بعد أن تمكنت من ضم منطقة عسير عام 1288 هـ الموافق 1871م اتخذت من أرس وادي تيه موقعًا شيدت فيه قلعة حصينة.

## سبب التسمية
وردت كلمة شعار في معاجم اللغة العربية بمعنى العلامة أو الحد الفاصل؛ فيقول الرحالة الحسن الهمداني أثناء حديثه عن بلاد عسير: «فأوطان عسير إلى رأس تيه، وهي عقبة من أشراف تهامة وهي أبها وبها قبر ذي القرنين فيما يقال، والدارة، والفتيحاء، واللصبة، والملاحة، وطبب...»، وجعل الهمداني عقبة تيه الحد الفاصل بين بلاد عسير في السراة وبين تهامة من جهة الغرب، ولذلك فإن تسمية القلعة باسم شعار يعد أنسب دلالة في العرف العسكري لتحديد مواقع القلاع الحربية.

## الوصف
يعتمد الوصف العام للقلعة على تخطيطها٬ وعلى ما اشتملت عليه من حجرات سكنية٬ وملاحق للخدمات٬ وأفنية. وهي بشكل مستطيل تقريبًا٬ ويشتمل مخططها على بعض الأبراج نصف الدائرية في الجهتين الشمالية والشرقية٬ وتحيط بمنشآت القلعة من جهاتها الأربع جدران ذات سُمك يراوح بين 70 و90 سم٬ وتتخلل الجدران مزاغل تختلف فتحاتها من حائط إلى آخر٬ ويقع مدخل القلعة في الجهة الشرقية منها٬ وهو فتحة عرضها 2.4 متر يحدها من الجهة الغربية كتف سمكه 80 سم٬ وللمدخل بوابة ذات مصراعين ثُبتت عضادتاها اليمنى واليسرى في كل من الكتف والحائط الذي يحد المدخل من جهة الشرق٬ كما يوجد للبوابة عتب عاتق من الخشب مثبت في أعلى المدخل٬ يعمل على تخفيف ضغط الجدار الحجري المشَّيد فوق العتب على البوابة.

## مواد البناء
استعملت في بناء المنشآت الأحجار الجرانيتية المتوافرة في الجبال المحيطة بالقلعة٬ واستُعملت أيضًا مادة الطين بعد خلطها بالقش في بناء الجدارن واكسائها من الداخل٬ وفي تسقيف الحجرات والملاحق٬ ووضعت فوق العوارض أخشاب وأعواد القصب٬ كما استخدمت مادة الجص في كسوة الواجهات الداخلية لبعض منشآت القلعة. المصدر المائي للقلعة كان بئرًا تبعد نحو 2 كم٬ وكانت تخدم الحامية الموجودة في القلعة في الفترة ما بين عامي 1327 هـ وعام 1331 هـ الموافق هام 1909 وعام 1912م٬ ولم تكتف حامية شعار في تلك الفترة بهذا المصدر المائي فحسب٬ وإنما كانت توجد في الساحة الجنوبية من القلعة بئر عمقها 15 متر. ويوجد مصدر آخر، فقد تم إنشاء خزان مياه بشكل مستطيل بعداه (5.9×23.9م) وارتفاعه من الداخل 2.25 متر لخزن مياه الأمطار المتدفقة من الوادي.

## الصور

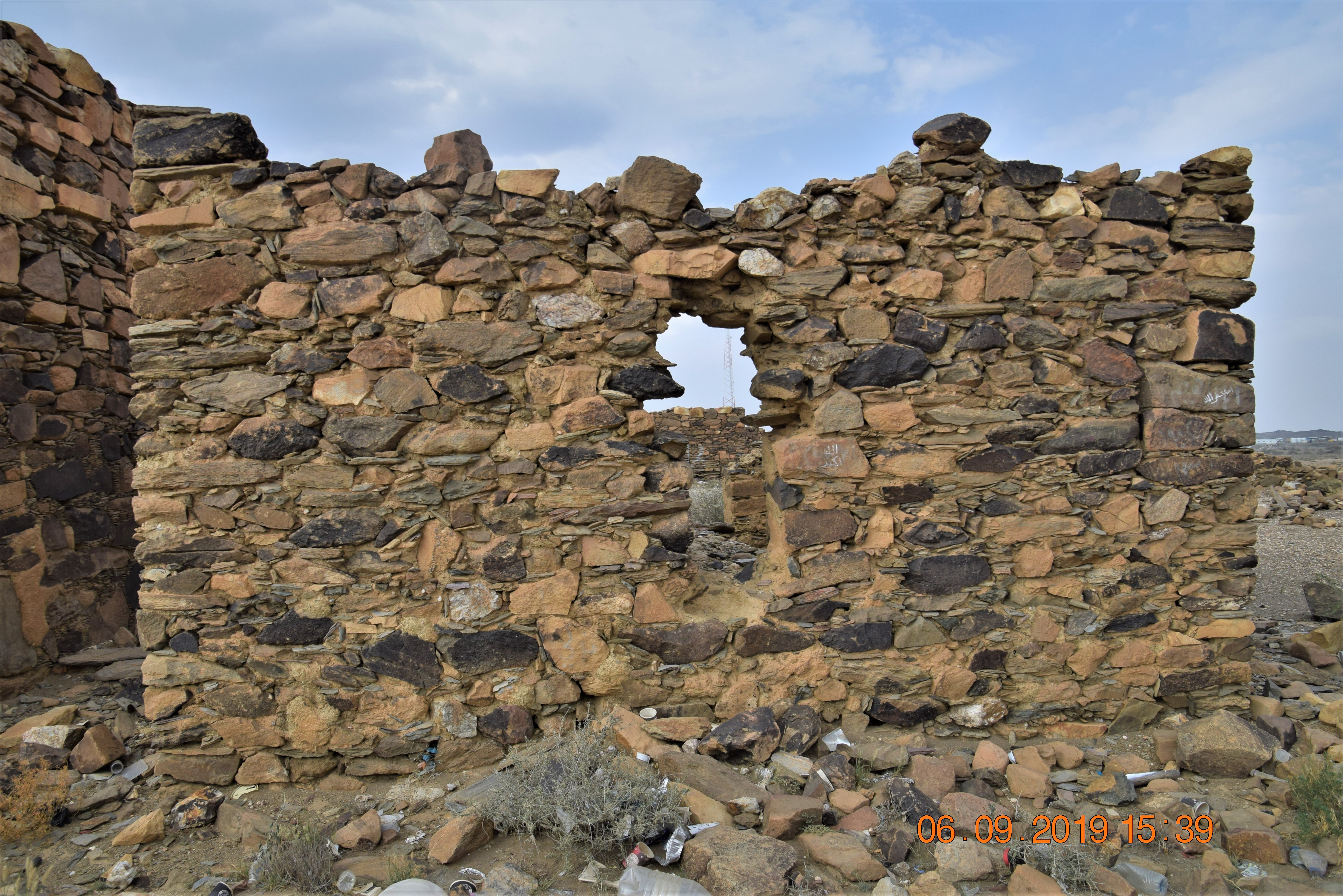
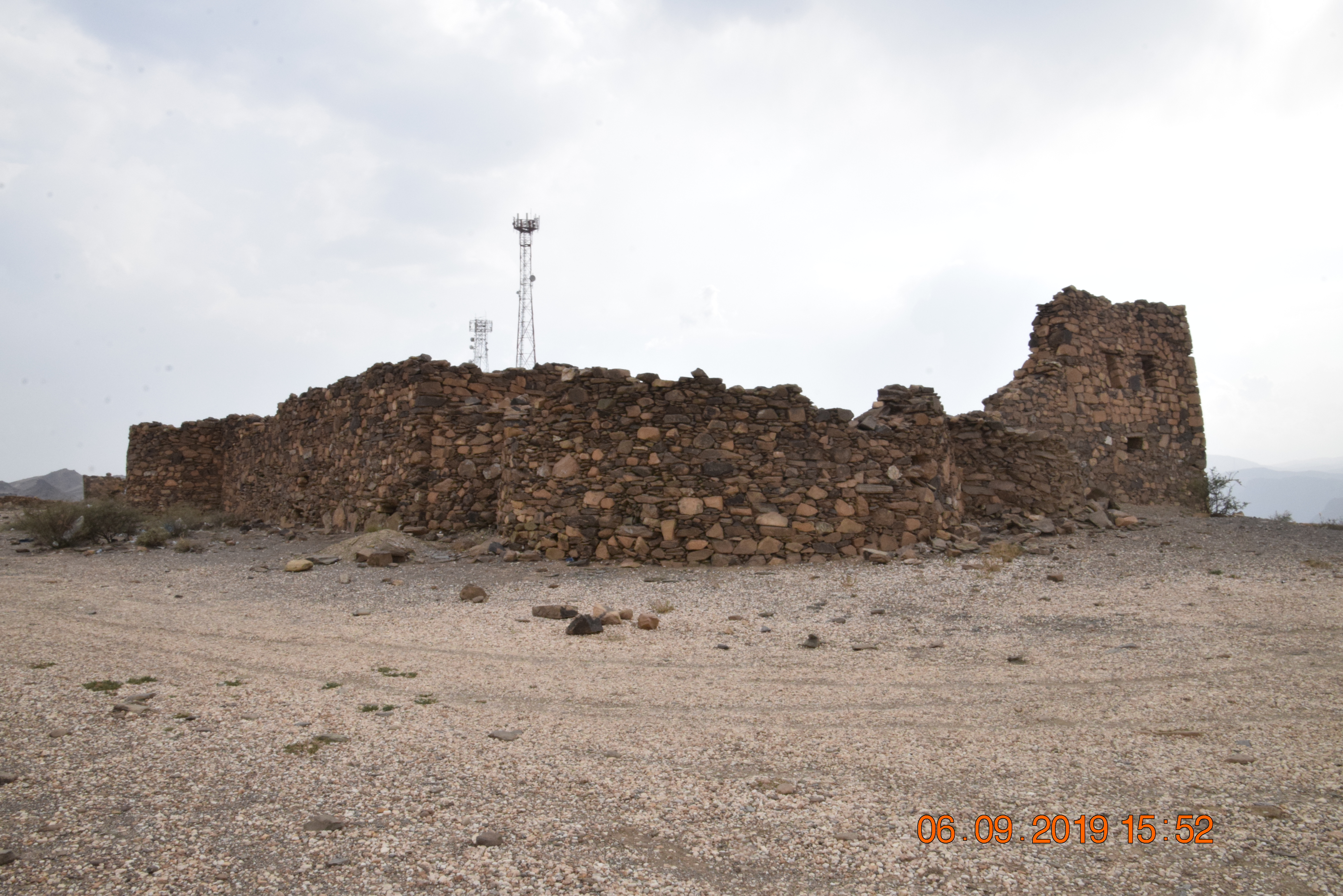
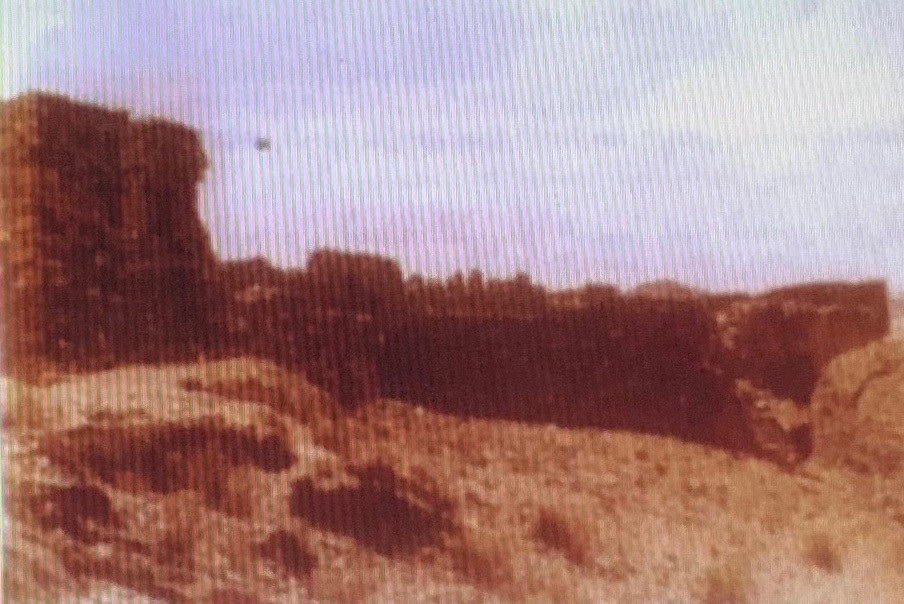

## انظر ايضاً
- عسير
- قلعة الدقل
- قلعة ذرا

## وصلات خارجية
- “شعار”.. شاهد التاريخ في بقايا “قلعة”.
- صورة للقلعة.